# 4 Dywizja Kawalerii (Cesarstwo Niemieckie)
4 Dywizja Kawalerii (niem. 4. Kavallerie-Division)  – związek taktyczny Armii Cesarstwa Niemieckiego. 
W sierpniu 1914 rozwinięto w Niemczech do etatów wojennych istniejące w okresie pokoju związki operacyjne (armie) i związki taktyczne. W składzie II Korpusu Kawalerii została rozwinięta między innymi 4 Dywizja Kawalerii. W I wojnie światowej dywizja walczyła na froncie zachodnim.

## Struktura organizacyjna
Skład od 2 VIII 1914 do 20 IX 1915:
- dowództwo dywizji
- 3 Brygada Kawalerii
  - 2 pułk kirasjerów
  - 9 pułk ułanów
- 17 Brygada Kawalerii
  - 17 pułk dragonów
  - 18 pułk dragonów
- 18 Brygada Kawalerii
  - 15 pułk huzarów
  - 16 pułk huzarów